# Emperor
Emperor — норвежская блэк-метал-группа, основанная в 1991 году и оказавшая значительное влияние на развитие жанра. Ранние альбомы Emperor заложили основу симфонического блэк-метала. Основателями и бессменными участниками Emperor были мультиинструменталист и вокалист Исан (Вегард Сверре Твейтан) и гитарист и бас-гитарист Самот (Томас Хауген). Группа распалась в 2001 году, позднее Исан и Самот неоднократно воссоединялись для концертных выступлений.

## История
Исан и Самот познакомились ещё подростками на музыкальном семинаре и начали вместе играть в разных группах. Примерно в 1990 году они вместе с бас-гитаристом Видаром Воэром и барабанщиком Торбьёрном Аккерхаугеном основали дэт-металическую группу Thou Shalt Suffer. В 1991 году Исан и Самот под впечатлением от музыки Bathory и Celtic Frost основали сайд-проект в стиле блэк-метал, названный Emperor. Вместе с новым бас-гитаристом Ховардом Эллефсеном, взявшим псевдоним Mortiis, они записали демо-кассету Wrath of the Tyrant. Так как в группе не было ударника, партии ударных записал Самот.
К Emperor присоединился барабанщик Бард Эйтун, взявший псевдоним «Фауст», и Самот занял место гитариста. Группа подписала контракт с только что созданным лейблом Candlelight; на нём вышел мини-альбом Emperor (позже он был издан на сплите c мини-альбомом Hordanes Land других норвежских блэк-металлистов Enslaved). После записи мини-альбома Mortiis ушёл из группы, переехал в Швецию и начал сольную карьеру.
В начале 1990-х норвежские блэк-металлисты, включая музыкантов Emperor, объединились вокруг идеолога движения, гитариста Mayhem Евронимуса. Евронимус владел музыкальным магазином Helvete, цокольный этаж которого стал местом сбора «внутреннего чёрного круга», объединённого интересом к сатанизму и неприятием христианства. Члены круга сожгли несколько деревянных церквей в разных городах Норвегии, в поджогах принимали участие Самот и Фауст. Фауст 21 августа 1992 года в Лиллехамере убил случайно встреченного гомосексуала, который предложил уединиться ему в близлежащем лесу. Когда они отошли, Фауст достал нож и нанёс множество ударов. Активное расследование преступлений началось только год спустя, когда широкую огласку получило убийство Евронимуса Варгом Викернесом. Фауст был приговорён к четырнадцати годам за убийство, Самот и новый бас-гитарист Tchort (Терье Шей) были признаны виновными соответственно в поджоге церкви в Хольменколлене и нападении и приговорены к небольшим срокам. На какой-то период времени Исан оставался на свободе единственным из всей группы.
В 1994 году на Candlelight вышел дебютный альбом группы In the Nightside Eclipse, записанный в августе 1993 года — до начала уголовного преследования музыкантов. Альбом получил восторженные отзывы критики благодаря удачному вплетению в «грязную» и агрессивную музыку клавишных пассажей и других симфонических элементов, которыми группа была обязана Исану. Во время тюремного заключения Самот продолжал сочинять музыку, обмениваясь с Исаном записями и вместе работая в студии, когда ему позволяли провести время вне камеры. В 1996 году, после досрочного освобождения Самота, вместе с новыми басистом Алвером и ударником Трюмом Торсоном группа записала мини-альбом Reverence и — в следующем году — второй полноформатный альбом Anthems to the Welkin at Dusk, на котором группа продолжила двигаться в направлении, взятом на дебютной пластинке. После этого Алвер покинул группу.

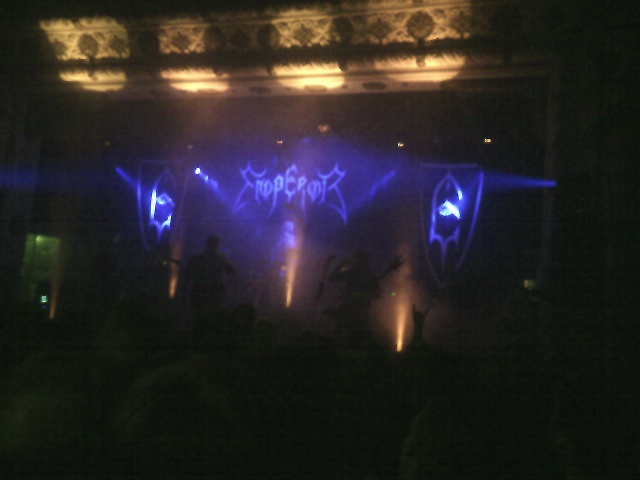
Концерт в 2007 году

Новый альбом IX Equilibrium в большей степени нес на себе черты прогрессивного метала и дет-метала и сочинялся с расчётом на интенсивную концертную деятельность. Крен в сторону прогрессивного метала, к которому тяготел Исан, продолжился на последнем альбоме Prometheus: The Discipline of Fire & Demise (2001 год). Из-за разногласий между Исаном и Самотом, предпочитавшим дет-металлическое звучание, группа распалась после окончания работы над альбомом. Исан вместе со своей женой создал неоклассический проект Peccatum, а с 2006 года начал выпускать сольные альбомы. Самот и Трюм создали дет-металлическую группу Zyklon, которая до своего распада выпустила четыре альбома.
В 2005 году Исан, Самот и Трюм воссоединились на фестивале Inferno в Осло и провели туры в Европе и США в 2006 и 2007 годах, при этом в 2006 году американские концерты прошли без Самота, который не получил визу. В 2007 году было снова объявлено о роспуске Emperor.
В 2013 году Исан и Самот объявили о новом воссоединении, приуроченному к двадцатилетию In the Nightside Eclipse, и выступили на нескольких фестивалях в 2014 году. Компанию музыкантам составил Фауст.

## Дискография

### Студийные записи
- Emperor (EP) (1993)
- As the Shadows Rise 7" EP (1994)
- In the Nightside Eclipse (1994)
- Reverence (EP, 1996)
- Anthems to the Welkin at Dusk (1997)
- IX Equilibrium (1999)
- Prometheus: The Discipline of Fire & Demise (2001)

### Сплиты, сборники и концертные записи
- Emperor / Hordanes Land (сплит с Enslaved, 1993)
- Emperor / Wrath of the Tyrant (сборник) — (1998)
- Thorns vs. Emperor (сплит с Thorns, 1999)
- True Kings of Norway (сплит, 2000)
- Emperial Vinyl Presentation (2001)
- Scattered Ashes: A Decade of Emperial Wrath (сборник, 2003)
- Thus Spake The Nightspirit (сингл, концертная запись, 2009)

### Демо
- Wrath of the Tyrant (1992)
- As the Shadows Rise (1994)

### Видео
- The Loss and Curse of Reverence (1996)
- Emperial Live Ceremony (2000)
- Empty (2001)
- Live at Wacken Open Air 2006 - "A Night of Emperial Wrath" (2009)

## Участники группы

### Последний состав
- Исан (Вегард Сверре Твейтан) — вокал, гитара, бас-гитара, синтезатор, клавишные (1991—2001, 2005—2007, 2013—2014).
- Самот (Томас Хауген) — гитара (1991—2001, 2005—2007, 2013—2014).
- Фауст (Бард Эйтун) — ударные (1992—1993, 2013—2014).

### Бывшие участники
- Йонас Алвер — бас-гитара (1995—1998).
- Tchort (Терье Шей) — бас-гитара (1993—1994).
- Mortiis (Ховард Эллефсен) — бас-гитара (1991—1992).
- Трюм Торсон (Кай Мозакер) — ударные (1995—2001, 2005—2007).

### Концертные и сессионные музыканты
- Ildjarn (Видар Вааэр) — бас-гитара (1993).
- Стейнар Сверд Йонсен — клавишные (1994—1995)
- Charmand Grimloch (Йоахим Рюгг) — клавишные (1996—1999)
- Тюр (Ян Эрик Торгесен) — бас-гитара (1998—2001).
- Тони «Secthdamon» Ингебригтсен — бас-гитара (2005–2007, 2013—2014)
- Эйнар Сольберг — клавишные (2005—2007, 2013—2014)